# 颱風風神 (2002年)
颱風風神（英語：Typhoon Fengshen）是2002年太平洋颱風季中最強的風暴，於7月13日從馬紹爾群島附近的季風槽發展而成，並因環流細小而迅速增強。到7月15日，風神達到颱風標準，先北移後再轉向西北。根據日本氣象廳的數據，颱風在7月18日達到風力時速185公里（10分鐘持續風速）的最高強度。聯合颱風警報中心估計其最高風速達每小時270公里（1分鐘持續風速），該機構估計風神維持超級颱風長達五天。這打破該強度持續時間最長的記錄，該記錄先前由颱風瓊在1997年創下，後來在2006年被颱風伊歐凱追平。
在接近最高強度時，颱風風神與颱風鳳凰一同經歷藤原效應，促使後者向南移動。風神在靠近日本時逐漸減弱，並於7月25日以強烈熱帶風暴的標準橫越該國的大隅群島。颱風將一艘貨輪衝上岸，造成四人死亡，並迫使其餘15名船員等待救援。在該國，風神帶來的大雨引發泥石流，造成農作物損失為400萬美元（2002年的4.75億日元）。該國另有一人死亡。影響日本後，風神在黄海減弱為熱帶低氣壓，然後橫過中國的山东半岛並於7月28日消散。

## 氣象歷史
7月13日晚上，在瓜加林環礁東北方的馬紹爾群島附近發展出一熱帶低氣壓。氣旋在形成僅六小時後便迅速增強為熱帶風暴風神。7月14日，聯合颱風警報中心在首次監測到擾動後僅兩小時就對風神發出警告。到那時，該系統位於微弱风切变的區域，由一個明確的環流和已發展的對流組成。風暴是個從季風槽中形成的細小氣旋，最初向西北移動。隨後迅速增強，西北方的上層低氣壓有助於提供外流。在形成一直徑13公里寬的風眼後，日本氣象廳於7月15日將位於威克島西南方的風神升級為颱風；聯合颱風警報中心也在當天作出此升格。
7月16日，風神受西北方的副熱帶高壓脊影響急向西轉，並在接下來的四天裏維持這一移動。到7月18日晚上，日本氣象廳估計風神的最大持续风速為每小時185公里（10分鐘持續風速），大約在同一時間聯合颱風警報中心將風暴升級為超級颱風。維持最高強度24小時後，風神略有減弱並開始轉向西北移動。減弱可能是由於眼牆置換循環，雖然之前風暴的規模較小，但颱風在減弱期間規模逐漸擴大。在風神減弱的那時，開始與颱風鳳凰發生藤原效應；後者在風神以南打圈並於7月29日消散。7月21日，風神開始重新增強，日本氣象廳報告稱颱風再次達到每小時185公里（10分鐘持續風速）的風速。大約在同一時間，聯合颱風警報中心估計其風速達每小時270公里（1分鐘持續風速）。風神維持其大部分強度直到7月22日，連續五天維持超級颱風的標準。這創下該強度的最長持續時間記錄，超越1997年颱風瓊創下的114小時的記錄；風神的紀錄後來在2006年被颱風伊歐凱追平。

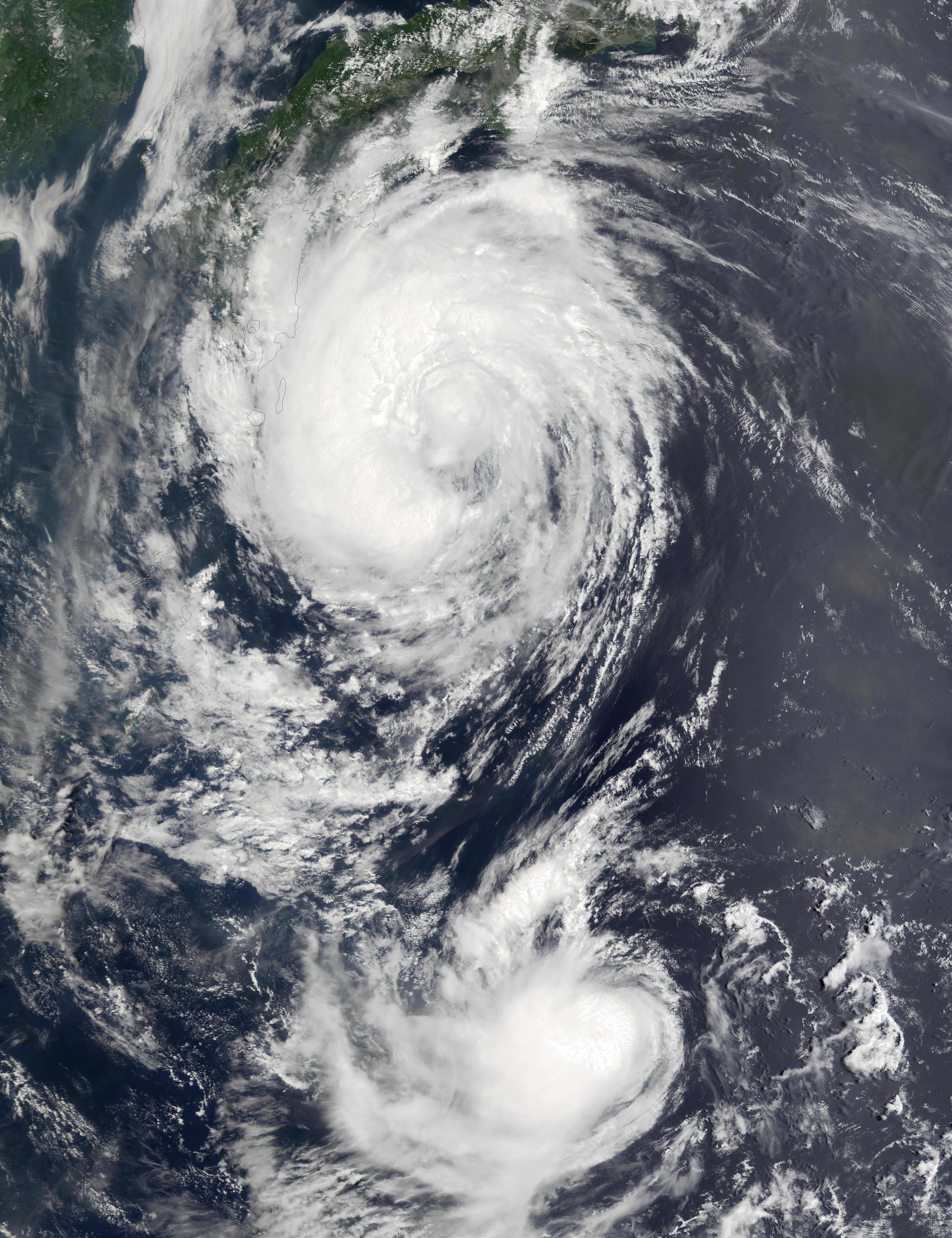
7月25日，颱風風神（北）與鳳凰（南）發生藤原效應

颱風維持較高的強度數日後，由於外流減少和乾空氣入侵，風神開始呈減弱趨勢。它在維持超級颱風標準五天減弱至低於該標準。7月24日，風神在經過日本本土以南時轉向偏西方移動，翌日減弱至低於颱風標準。7月25日11時45分，風神在日本大隅群島的屋久島以強烈熱帶風暴的標準登陸。翌日，風暴在韓國近海的济州岛西南方近距離掠過。進入黄海後，風神減弱為熱帶低氣壓。在大部分對流消散後，聯合颱風警報中心於7月27日停止發佈公告。日本氣象廳繼續追蹤該系統，風神於7月27日晚上在中國的山东半岛登陸。翌日，該低氣壓在渤海上空消散。

## 防災措施及影響
風神影響日本前，航空公司官員宣佈取消30多個航班，火車和巴士服務也被中斷。沿着九州海岸，風神將一艘貨輪衝上岸並將其一分為二，該貨輪從美國新奥尔良前往鹿儿岛县。四人在逃離破損的船隻時溺水身亡，其餘19名船員獲救。颱風給該國帶來強風和大雨。宮崎縣的一個測站報告日本最高的降雨量，總降雨量為717毫米。大部分降水在24小時內降下，最高的1小時總降水量為富山縣平村，測得52毫米。日本的最高風速在高知县錄得，為每小時101公里。風暴導致鹿兒島縣約8,200戶家庭斷電。強降雨引發至少六次泥石流，其中一次沖毀某縣的道路。全國共有20所房屋受損，200戶家庭需要疏散。暴雨沖毀5,699公頃的農田，總損失達400萬美元（2002年的4.75億日元）。風神在國內導致一人死亡、另有一人重傷。
風神的殘留在中国东北地区產生強降雨。這場風暴影響該國的首都北京，成為自1972年颱風麗塔以來首場對北京產生重大影響的風暴。在兩天內，該市的一個測站報告測得41.4毫米的降雨量。吉林省的降雨量最高，其中榆树市的降雨量為104.9毫米。

## 外部連結
- 日本氣象廳有關颱風風神（0209）的一般資訊 （页面存档备份，存于），來自數位颱風網
- 日本氣象廳有關颱風風神（0209）的最佳路徑數據 （页面存档备份，存于） （日語）
- 日本氣象廳有關颱風風神（0209）的最佳路徑數據（圖表） （页面存档备份，存于）
- 日本氣象廳有關颱風風神（0209）的最佳路徑數據（文本） （页面存档备份，存于）
- 聯合颱風警報中心有關第十二號颱風（風神）的最佳路徑數據 （页面存档备份，存于）
- 美國海軍研究實驗室有關12W.風神 （页面存档备份，存于）